# BAE システムズ・テンペスト
BAE システムズ・テンペスト
BAE Systems Tempest, DSEI-2019 (ExCel, London)
- 用途：戦闘機
- 製造者：
  - BAEシステムズ
  - ロールス・ロイス
  - レオナルド
  - MBDA UK
- 運用者：
  - イギリス空軍
  - イタリア空軍
- 運用開始：2035年（予定）
- 運用状況：グローバル戦闘航空プログラムに統合

BAE システムズ・テンペストは、ユーロファイター タイフーンの後継として、2015年に開始したイギリスの次世代戦闘機の計画。
2022年（令和4年）12月9日、本計画と日本で進行中であった次期戦闘機開発計画を統合したグローバル戦闘航空プログラム(GCAP)のもとに、共通の戦闘機を共同開発し配備することが発表された。
コンセプトとして無人機との連携、コンフォーマルタンク・コンフォーマルウェポンベイの装着、高エネルギー兵器、電力供給の大きい小型エンジンの搭載を挙げている。

## 概要
2018年7月16日にファーンボロー国際航空ショーで発表された。
テンペストは現在のユーロファイター タイフーンの後継として計画されており、開発にはBAEシステムズ、ロールスロイス 、レオナルド S.p.A、MBDAが参加する予定。英政府は2025年にかけて20億ポンド（約2700億円）を投じて調査研究を始める。ドイツとフランスも同様に次世代戦闘機（FCAS）の共同開発計画を予定しており、仮に一本化できなかった場合、欧州の航空機産業は限られた市場を奪い合うことが懸念される。
BAEシステムズのナイジェル・ホワイトヘッド最高技術責任者（CTO）は、日本の航空自衛隊が運用するF-2後継機（将来戦闘機）の候補として、日本政府へ開発参加を提案中であると2018年に語っている（ユーロファイター タイフーンあるいはその改造機導入や日本による自主開発支援も含めた四案の一つ）。
2019年2月20日にバンガロールで開催されたAero India 2019で英国国防省の官僚とBAEシステムズの幹部を含む英国代表団が、インド国防省とIAFの官僚に開発計画への参加を要請した。
2019年7月19日にイギリスで開催されたロイヤル・インターナショナル・エアタトゥーで「両国の将来の要求を満たす概念設計を含む、統合戦闘機の開発および取得計画」についての了解覚書に英国とスウェーデンが署名を行った。
2019年9月10日にロンドンで開催されたDSEI2019で、イギリスのサイモン・ボロム防衛装備・支援局長とイタリアのニコラ・ファルサペルナ国防事務総長兼国家装備局長は、英防衛産業4社（BAEシステムズ、ロールス・ロイス、MBDA UK、レオナルドUK）とイタリア防衛産業4社（レオナルド・イタリー、エレットロニカ、アビア エアロ、MBDAイタリー）がテンペストプログラムのパートナーとなり、「テンペストプログラムを含む、航空戦闘能力の強化で両国が協力して必要な技術要素を開発し、プログラムの成功を確保するために強力な産業基盤を確立するという共通の願望を確認し、国内産業に依存する意向を表明した」趣意書（SOI、statement of intent）に署名を行ったことを発表した。
テンペストにイタリアが参加したことによりテンペストプログラム参加国が持つ潜在的需要は400機程となり、ドイツ、フランス、スペインのFCASと同程度になった。イギリスではさらなるコストダウンを目指し、日本など戦闘機の開発を予定する国に関係者を送り込んでいる。
2020年7月22日、イギリス、イタリア、スウェーデンが、FCASの開発にあたり、産業協力を強化するための協議の開始を発表した。
2020年10月15日、チーム・テンペストを主導するBAEシステムズは、2026年から2050年にかけて、年平均2万人の雇用を確保し、同時期に少なくとも253億ポンドの経済効果を英国にもたらすとの試算を示した。開発を担当するチーム・テンペストは、英空軍（RAF）の緊急能力局（RCO）、BAEシステムズ、ロールス・ロイス、MBDA、イタリアのレオナルドで組織されている。イギリスのセキュアクラウド+（ICTシステム）もじきに加わる予定。
イギリス、スウェーデン、イタリアの3カ国の国防相は2020年12月21日、イギリスの次世代戦闘機テンペスト開発についての覚書（MOU）に調印した。イタリア国防省が2021年1月3日に発表した。イタリア国防省の発表によると、合意はイギリス主導の「将来戦闘航空システム協力（FCASC）覚書」（Future Combat Air System Cooperation MoU）と呼ばれる。現行の第4.5世代の主力戦闘機「ユーロファイター・タイフーン」の後継機に必要な先進航空システムを得るために、3カ国が対等な立場で研究と開発、さらには共同概念検討を含むあらゆる活動を一緒に推進していくと記されている。
2022年5月、日本政府が次期戦闘機 (F-2後継機)の開発支援企業を、従来最有力とされてきたロッキード・マーティンからBAEシステムズに変更すると報じられた。ただし2023年6月現在BAEとは契約には至っておらず開発支援企業をBAEにするとの政府からの発表もない。これが実現すると、テンペストとF-2後継機が事実上の兄弟機となる可能性がある。同年12月9日、防衛省より「国際協力を視野に我が国主導の開発」との方針のもと、協議を進めた結果である日英伊三か国による共同開発が公表された。